# HD 63799
HD 63799 è una stella gigante arancione di magnitudine 6,18 situata nella costellazione del Cane Minore. Dista 385 anni luce dal sistema solare.

## Osservazione
Si tratta di una stella situata nell'emisfero celeste boreale, ma molto in prossimità dell'equatore celeste; ciò comporta che possa essere osservata da tutte le regioni abitate della Terra senza alcuna difficoltà e che sia invisibile soltanto nelle aree più interne del continente antartico. Nell'emisfero nord invece appare circumpolare solo molto oltre il circolo polare artico. Essendo di magnitudine pari a 6,2, non è osservabile ad occhio nudo; per poterla scorgere è sufficiente comunque anche un binocolo di piccole dimensioni, a patto di avere a disposizione un cielo buio.
Il periodo migliore per la sua osservazione nel cielo serale ricade nei mesi compresi fra dicembre e maggio; da entrambi gli emisferi il periodo di visibilità rimane indicativamente lo stesso, grazie alla posizione della stella non lontana dall'equatore celeste.

## Caratteristiche fisiche
La stella è una binaria, entrambe le componenti sono stelle di tipo spettrale K di settima magnitudine. Il periodo orbitale delle 2 componenti attorno al comune centro di massa è di circa 212 anni.
Possiede una magnitudine assoluta di 0,82 e la sua velocità radiale positiva indica che la stella si sta allontanando dal sistema solare.